# Hiroto Hatao
Hiroto Hatao (jap. 畑尾 大翔 Hatao Hiroto; ur. 16 września 1990) – japoński piłkarz występujący na pozycji obrońcy. Obecnie występuje w Ventforet Kofu.

## Kariera klubowa
Od 2014 roku występował w klubie Ventforet Kofu.